# Paul Sereno

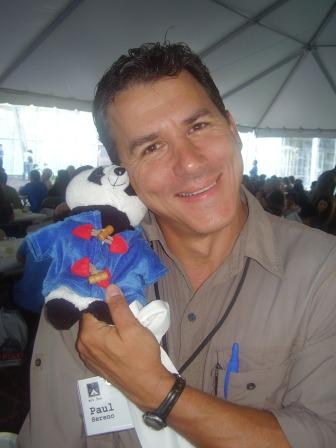
Paul Sereno (2007)

Paul Callistus Sereno (* 11. Oktober 1957 in Naperville bei Chicago) ist ein US-amerikanischer Paläontologe. Sereno veröffentlichte die wissenschaftliche Erstbeschreibung einer Reihe von Dinosauriern und anderen ausgestorbenen Wirbeltieren. Mit der Aufstellung höherer Taxa gab er zugleich bedeutende Impulse zum modernen Verständnis der Verwandtschaftsbeziehungen dieser Tiere.
Eine breitere Öffentlichkeit erreicht Sereno mit einer medienwirksamen Inszenierung der Paläontologie, so posiert er für die Presse mit einem an die populäre Filmfigur Indiana Jones erinnernden Hut und entsprechendem Gestus vor Saurierknochen.
Sereno ist Professor für Paläontologie und Evolutionstheorie an der University of Chicago und ist explorer-in-residence von National Geographic. Er ist mit seiner früheren Studentin Gabrielle Lyon verheiratet.

## Leben
Paul Sereno ist der Sohn eines Postzustellers und galt als wenig ambitionierter Schüler. Er studierte zunächst Kunst und Biologie an der Northern Illinois University. Bei einer Museumsführung mit Blick hinter die Kulissen entdeckte er seine Faszination für die Paläontologie. Er setzte seine Studien im Fach Geologie an der Columbia University fort, wo er 1987 promovierte, und arbeitete für das American Museum of Natural History in New York City. Seit 1988 lehrt er an der University of Chicago.

## Wissenschaftliche Arbeit
1988 begann Sereno mit Ausgrabungen in Argentinien, wo er ein vollständiges Skelett von Herrerasaurus (1988) und den frühen Dinosaurier Eoraptor (1991) entdeckte. Zusammen mit Andrea B. Arcucci untersuchte Sereno 1994 das Fossil von Lagosuchus lilloensis und stellte einige anatomische Unterschiede zu anderen Lagosuchus-Arten fest, weshalb er die Art in die von ihm aufgestellten Gattung Marasuchus einordnete.
Von 1990 bis 2003 beschrieb er (zum Teil als Co-Autor) bei insgesamt sechs Expeditionen nach Marokko und in den Niger Gattungen wie Afrovenator, Jobaria, Suchomimus, Deltadromeus und den Krokodilverwandten Sarcosuchus. 2001 führte es ihn nach West- und Zentralindien, wo er unter anderem den Raubdinosaurier Rajasaurus entdeckte.
In den letzten Jahren grub er in der Wüste Gobi in der Inneren Mongolei (China) und in Tibet. Sereno leitete Expeditionen auf fünf Kontinenten und schrieb die wissenschaftliche Erstbeschreibung von mehr als zwanzig fossilen Arten. Sein übergeordnetes Ziel ist es jedoch, die Kenntnisse über die Verwandtschaftsverhältnisse der Dinosaurier zu vertiefen.

## Publikationen
Sereno schrieb neben wissenschaftlichen Veröffentlichungen auch eine Reihe populärwissenschaftlicher Artikel in den Zeitschriften National Geographic Magazine und Natural History sowie etliche Buchartikel. Ausdruck für sein Bemühen, seine Entdeckungen auch der breiten Öffentlichkeit zuzuführen, ist die 1998 zusammen mit seiner Frau gegründete gemeinnützige Organisation Project Exploration mit dieser Zielsetzung.

## Auszeichnungen
Paul Sereno erhielt als Anerkennung für seine Forschungsarbeit eine Vielzahl von Ehrungen, darunter den Teacher of the Year Award der Chicago Tribune 1993, 1996 den Titel „Chicagoan of the Year“ („Chicagoer des Monats“) des Chicago Magazine, er wurde 1997 in den „Century Club“ des Newsweek Magazine aufgenommen und im selben Jahr vom People Magazine zu den „50 Most Beautiful People“ („50 schönsten Menschen“) gezählt. Das Boston Museum of Science verlieh ihm den Walker Prize für außerordentliche Beiträge zur Paläontologie und die Columbia University die Universitätsmedaille für Exzellenz.